# Charbel Rouhana
Charbel Rouhana (en arabe : شربل روحانا), né en 1965 à Amchit (une ville au nord de Beyrouth), est l'un des meilleurs joueurs de oud au Liban.

## Biographie
Charbel Rouhana a poursuivi ses études de musique à la Faculté de musique de l'université Saint-Esprit de Kaslik au Liban et a obtenu son diplôme de virtuose du oud en 1986 et sa maîtrise en musicologie en 1987.
L'une des principales réalisation de Charbel est l'établissement d'une nouvelle méthode pour jouer du oud. Cette méthode a été publiée et adoptée par le Conservatoire national de musique et par la même faculté d'où il est diplômé, la Faculté de musique de l'université Saint-Esprit de Kaslik, où il enseigne depuis 1986.
Charbel a été membre de l'ensemble Al-Mayadine, pendant les années 1980, jouant aux côtés de Marcel Khalifa.
Depuis 1984, Charbel Rouhana a fait plusieurs tournées dans de nombreux pays. Il a également collaboré dans la composition de comédies musicales pour le chorégraphe Abdul Halim Caracalla. Lauréat de plusieurs prix nationaux, Charbel a également remporté le premier prix de la meilleure composition intitulée « Hymne de la Paix », au Concours Hirayama en 1995 au Japon.

## Discographie
- 1997 : Salamat
- 1998 : Mada (avec Hani Siblini)
- 2001 : Muhammad al-Durrah
- 2000 : Mazaj Alani
- 2003 : The Art of Middle Eastern Oud
- 2004 : Sourat
- 2004 : Variation sur une danse arménienne
- 2005 : Lashou ET-Taghyir
- 2006 : We live
- 2006 : Dangerous
- 2008 : Handmade
- 2009 : Doux Zen
- 2014 : Tashweesh